# Proscopiidae
Proscopiidae es una familia de insectos ortópteros celíferos. Se distribuye por Sudamérica.

## Géneros
Según Orthoptera Species File (31 mars 2010):
- Hybusinae Liana 1980
  -     - Hybusa Erichson, 1844
- Proscopiinae Serville 1838
  - Proscopiini Serville 1838
    - Apioscelis Brunner von Wattenwyl, 1890
    - Carbonellis Bentos-Pereira, 2006
    - Paraproscopia Bentos-Pereira, 2006
    - Prosarthria Brunner von Wattenwyl, 1890
    - Proscopia Klug, 1820
    - Pseudoproscopia Bentos-Pereira, 2006

  - Tetanorhynchini Bentos-Pereira 2003
    - Cephalocoema Serville, 1838
    - Mariascopia Bentos-Pereira, 2003
    - Orienscopia Bentos-Pereira, 2000
    - Pseudastroma Jago, 1990
    - Scleratoscopia Jago, 1990
    - Tetanorhynchus Brunner von Wattenwyl, 1890

  - tribu indeterminada
    - Anchocoema Mello-Leitão, 1939
    - Anchotatus Brunner von Wattenwyl, 1890
    - Astromoides Tapia, 1981
    - Callangania Liana, 1980
    - Carphoproscopia Jago, 1990
    - Corynorhynchus Brunner von Wattenwyl, 1890
    - Epigrypa Brunner von Wattenwyl, 1890
    - Microcoema Jago, 1990
    - Pseudoanchotatus Liana, 1980
    - Stiphra Brunner von Wattenwyl, 1890
- Xeniinae Liana 1980
  -     - Altograciosa Liana, 1980
    - Astroma Charpentier, 1841
    - Xenium Liana, 1980
- subfamilia indeterminada
  -     - Bazylukia Liana, 1972
    - Bolidorhynchus Jago, 1990
    - Epsigrypa Mello-Leitão, 1939
    - Nodutus Liana, 1972
    - Orthophastigia Tapia, 1982
    - Scopaeoscleratoscopia Jago, 1990
    - †Eoproscopia Heads, 2008